# Кристиана Шлезвиг-Гольштейн-Зондербург-Глюксбургская
Кристиана Шлезвиг-Гольштейн-Зондербург-Глюксбургская (нем. Christiana von Schleswig-Holstein-Sonderburg-Glücksburg; 22 сентября 1634, Копенгаген — 20 мая 1701, замок Делич) — герцогиня Саксен-Мерзебургская, супруга Кристиана I Саксен-Мерзебургского.

## Биография
Кристиана — четвёртая дочь, девятый ребёнок из 15 детей герцога Филиппа Шлезвиг-Гольштейн-Зондербург-Глюксбургского и Софии Гедвиги Саксен-Лауэнбургской. Она воспитывалась и получила образование у овдовевшей и бездетной кронпринцессы Датской и Норвежской Магдалены Сибиллы Саксонской.
19 ноября 1650 года в Дрездене 16 лет Кристиана вышла замуж за Кристиана I Саксен-Мерзебургского, третьего сына саксонского курфюрста Иоганна Георга I и его второй супруги Магдалены Сибиллы Прусской. Это была двойная свадьба: одновременно состоялось бракосочетание её старшей сестры Софии Гедвиги Шлезвиг-Гольштейн-Зондербург-Глюксбургской с младшим братом Кристиана Морицем Саксен-Цейцским. По поводу двойных свадебных торжеств в Дрездене состоялись многочисленные концерты придворной балетной труппы, турниры, праздничные шествия, театральные постановки и фейерверки.
В браке Кристианы и Кристиана родилось 11 детей:
- Магдалена София (1651—1675), принцесса Саксен-Мерзебургская
- Иоганн Георг (1652—1654), наследный принц Саксен-Мерзебургский
- Кристиан (1653—1694), герцог Саксен-Мерзебургский, женат на Эрдмуте Доротее Саксен-Цейцской
- Август (1655—1715), герцог Саксен-Мерзебург-Цёрбигский, женат на Гедвиге Элеоноре Мекленбург-Гюстровской
- сын (1656), принц Саксен-Мерзебургский
- Филипп (1657—1690), герцог Саксен-Мерзебург-Лаухштедтский, женат на Элеоноре Софии Саксен-Веймарской, позднее на Луизе Елизавете Вюртемберг-Эльсской
- Кристиана (1659—1679), принцесса Саксен-Мерзебургская, замужем за Кристианом Саксен-Эйзенбергским
- София Гедвига (1660—1686), принцесса Саксен-Мерзебургская, замужем за Иоганном Эрнстом Саксен-Кобург-Заальфельдским
- Генрих (1661—1738), герцог Саксен-Мерзебург-Шпрембергский, женат на Елизавете Мекленбург-Гюстровской
- Мориц (1662—1664), принц Саксен-Мерзебургский
- Сибилла Мария (1667—1693), принцесса Саксен-Мерзебургская, замужем за Кристианом Ульрихом I Вюртемберг-Эльсским